# Eufrat (reper)
Nikola Jarnević (Beograd, 23. avgust 1981), poznatiji pod umetničkim imenom Eufrat Kurajber ili samo Eufrat, srpski je reper i član grupa Prti Bee Gee i 43zla.

## Biografija
Odrastao je u Beogradskom naselju Kotež. Krajem 90-ih godina dvadesetog veka upoznao je Davora Bobića Moskrija i Nikolu Jelića Mikri Mausa sa kojima je kasnije oformio rep sastav Prti Bee Gee.

## Karijera
Godine 2000, Moskri, Mikri Maus i Eufrat osnovali su grupu Prti Bee Gee. Nekoliko prvih pesama snimili su u studiju grupe Beogradski sindikat. Godine 2002, izdali su svoj prvi album Grejtest Hits. Sa grupom 43zla je 2004. godine izdao album Sve sami hedovi. Nakon smrti idejnog tvorca Prti Bee Gee-a Moskrija 2005. godine, Eufrat i Mikri Maus su 2006. godine izdali album pod imenom Moskri 77-05 u njegovu čast. Svoj treći album Tačno u pre podne grupa je izdala 2007. Četvrti album izdali su 2011. pod nazivom Bez šećera, a peti Petarda 2016.
Poznat je i po svojim pesmama: Pravi hardkor, Punkass Eufrat, Gangsterski Eufrat, Zhibe, Street rap's i Više kila granja.
Sarađivao je sa mnogim reperima, kao što su: Ajs Nigrutin, Bvana, Timbe, Wikluh Sky, Juice, Monogamija, Smoke Mardeljano, Bigru i Paja Kratak i drugim reperima iz Srbije i regiona.

## Diskografija

### Albumi

#### Kao član Prti Bee Gee
- Grejtest Hits (2002)
- Moskri 77-05 (2006)
- Tačno u pre podne (2007)
- Bez šećera (2011)

- Petarda (2016)
- 5+1 (2021)

#### Kao član 43zla
- Sve sami hedovi (2004)

#### Singlovi i gostovanja
- Više kila granja (feat. Ajs Nigrutin, 2001)
- Street rap's (feat. Ajs Nigrutin, 2001)
- Kilo granja lešim (feat. Ajs Nigrutin, Seven, 2002)
- Zhibe (feat. Bvana, 2009)
- Kruziram opušteno po gradu (feat. Bigru i Paja Kratak, 2018)
- Luda vožnja (feat. Wikluh Sky, Uce, Rahmanee, 2019)